# Salvatore Renda
Salvatore Renda (Nicastro, 16 gennaio 1867 – Nicastro, 8 dicembre 1942) è stato un avvocato e politico italiano.